# Saison 16 de Secrets d'histoire
La seizième saison de Secrets d'Histoire est une émission de télévision historique présentée par Stéphane Bern.
Elle est diffusée du 10 janvier 2022 au 31 octobre 2022 sur France 3, à l'exception du numéro sur Élisabeth II du 8 septembre 2022 qui est diffusé sur France 2.

## Principe de l’émission
Chaque numéro retrace la vie d'un grand personnage de l'Histoire et met en lumière des lieux hautement emblématiques du patrimoine.
Le reportage est constitué d'images d'archives, d'iconographies, de reconstitutions, ainsi que de visites de différents lieux en lien avec le sujet évoqué. Chaque séquence est entrecoupée d'entretiens avec des spécialistes (historiens, écrivains, archéologues, conservateurs de musée, etc.).

## Liste des épisodes inédits

### Molière et ses mystères

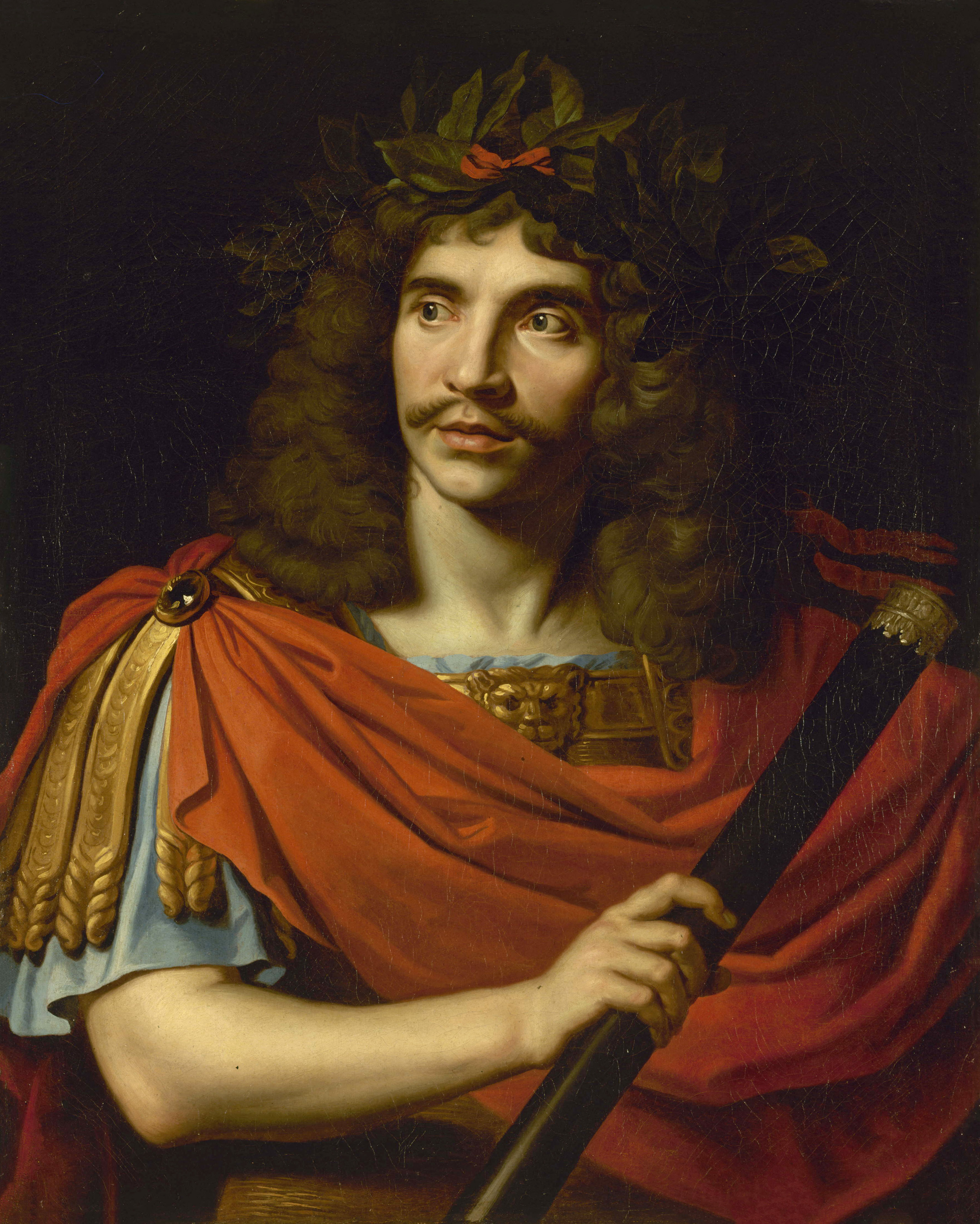
Molière dans le rôle de César dans La Mort de Pompée, portrait attribué à Nicolas Mignard (1658)

#### Description
A l'occasion des 400 ans de sa naissance, ce numéro retrace le destin de Jean-Baptiste Poquelin, dit Molière, célèbre comédien et dramaturge français.

#### Première diffusion
- France : 10 janvier 2022

#### Lieux de tournage
Parmi les lieux visités par l'émission, on retrouve notamment :
- l'Hôtel d'Alfonce et la Maison du Barbier Gely à Pézenas[1]
- le Château de Cadillac en Gironde[2]

#### Liste des principaux intervenants
- Fabrice Luchini - acteur
- Francis Huster - acteur et metteur en scène
- Franck Ferrand - écrivain
- Virginie Girod - historienne,
- Georges Forestier - historien,
- Jean-Christian Petitfils - historien,
- Christophe Mory - historien[3].

### L'incroyable épopée de Richard Coeur de Lion

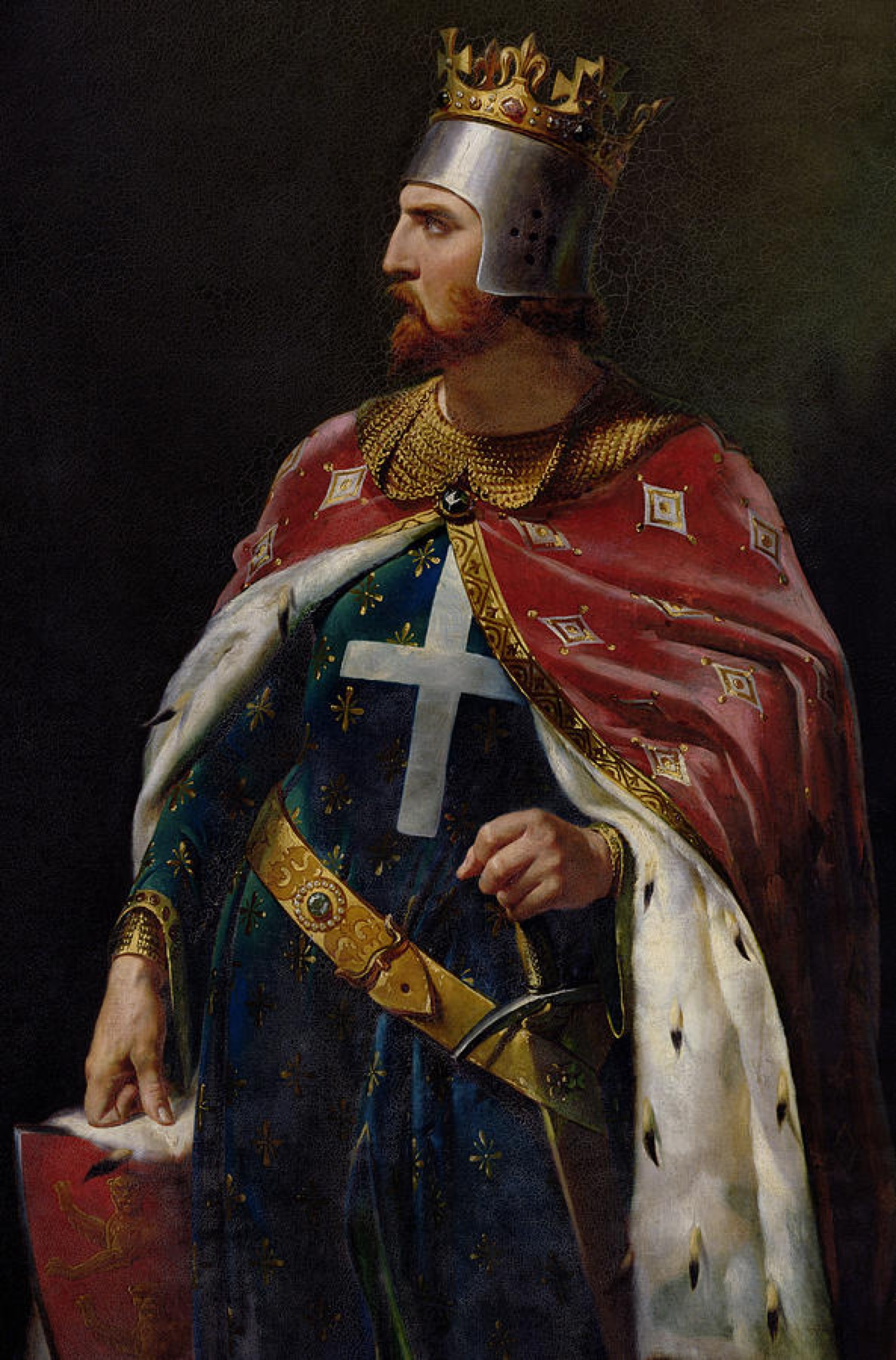
Richard Cœur de Lion, par Merry-Joseph Blondel.

#### Description
Ce numéro brosse le portrait de Richard Cœur de Lion, roi d'Angleterre et figure emblématique du Moyen Âge, qui participa notamment à la Troisième croisade.
Elevé à Poitiers, Richard fait ses premières armes en luttant contre son père Henri II à l’occasion d’une révolte familiale. Couronné roi d’Angleterre, il embarque ensuite pour participer à la Troisième Croisade aux côtés du roi de France Philippe Auguste afin de reconquérir Jérusalem. Alors qu’il combat contre Saladin, il apprend que son frère Jean tente de s’emparer du trône.
Richard doit alors rentrer mais est capturé en chemin par l’empereur du Saint Empire Romain Germanique. Libéré contre rançon, il revient en Angleterre et reconquiert rapidement les forteresses prises par son frère Jean. Il revient ensuite en France où son destin bascule sous les murs du Château de Châlus.

#### Première diffusion
- France : 17 janvier 2022

#### Lieux de tournage
Parmi les lieux visités par l'émission, on retrouve notamment :
- L'abbaye Notre-Dame de Fontevraud
- La forteresse de Château-Gaillard[6]
- Le château de Commarque[7]
- Le château de Gisors
- Les villes de Gisors et Vernon
- Le site de la Poterie à Hennebont dans le Morbihan[8]
- et le Château de Talmont en Vendée[9].

Le site de la Poterie à Hennebont a notamment servi de décor en avril 2021 pour le tournage de scènes de reconstitutions historiques impliquant des chevaliers et des hommes en tunique. La séquence met en scène un tournoi de chevalerie au XIIe siècle.

#### Liste des principaux intervenants
- Martin Aurell - historien
- Amaury Venault - romancier
- Mireille Calmel - romancière
- Maïté Billoré - historienne
- Frédérique Lachaud - historienne
- Bruno Galland - historien
- Michel Zink - Spécialiste de la littérature française du Moyen-Âge
- Bill Burgwinkle - historien de la littérature
- Giovanni Travagliato - historien d'art[11]

### Marie de Roumanie, l'étonnante reine des Carpates

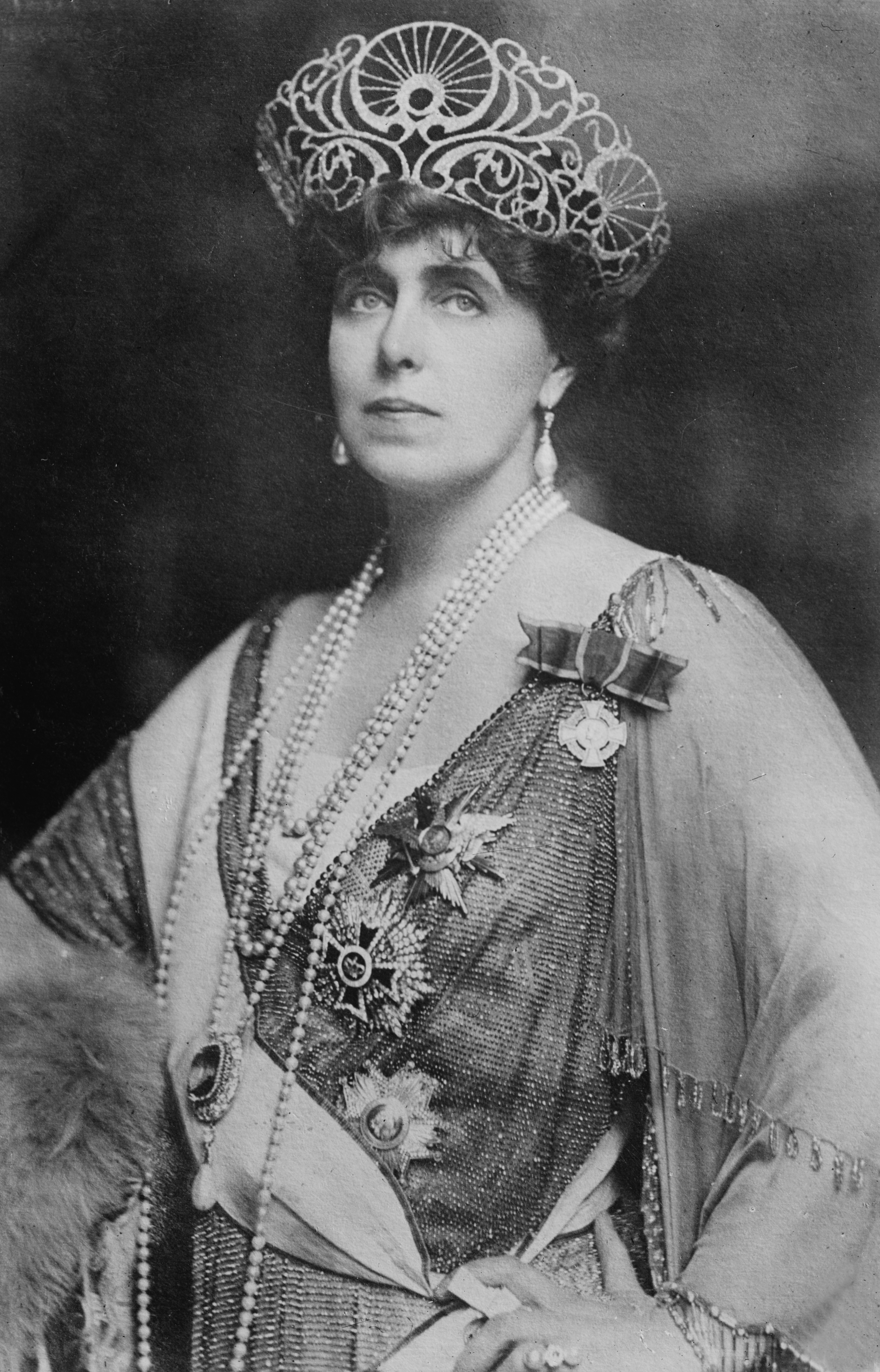
Photographie de Marie de Roumanie par George Grantham Bain.

#### Description
Ce numéro brosse le portrait de Marie de Saxe-Cobourg-Gotha, qui devint reine de Roumanie en 1914 et qui s'engagea comme infirmière volontaire de la Croix-Rouge pour aider les malades et les blessés durant la Première Guerre mondiale.

#### Diffusions
- France : 24 janvier 2022 (France 3)
- France : 17 août 2023 (TV5 Monde)

#### Lieux de tournage
Parmi les lieux visités par l'émission, on retrouve notamment les principaux châteaux de Roumanie, dont le château de Bran, la célèbre demeure du comte Dracula,.

#### Liste des principaux intervenants
- Évelyne Lever - historienne
- Joëlle Chevé - historienne
- Radu Albu-Comanescu - historien
- Tessa Dunlop - historienne
- Gabriel Badea-Paün - historien d’art
- Philippe Séguy - écrivain
- Guy Gauthier - biographe
- Pierre-André Hélène - conservateur du musée Maxim’s
- Pierre Rainero - directeur du patrimoine Cartier
- Margareta de Roumanie - arrière-petite-fille de Marie de Roumanie
- Luca Niculescu - ambassadeur de Roumanie en France[14],[13]

### Le grand Condé: Le rival de Louis XIV

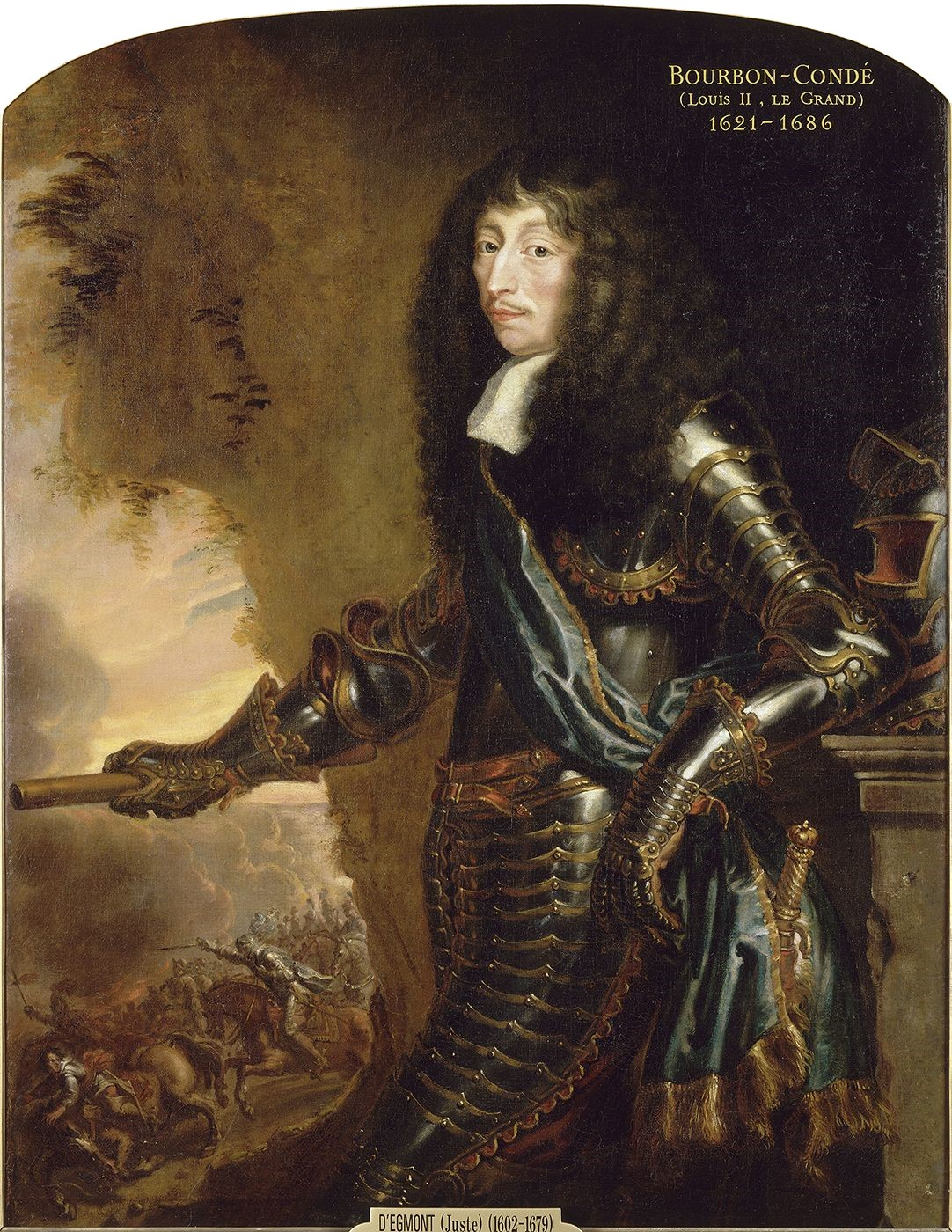
Portrait de Louis II, prince de Bourbon, surnommé le Grand Condé, par Juste d'Egmont.

#### Description
Ce numéro brosse le portrait de Louis II de Bourbon-Condé, cousin de Louis XIV. Général français pendant la guerre de Trente Ans, il fut l'un des meneurs de la Fronde des princes.
Après avoir sauvé le royaume du jeune Louis XIV de l’armée espagnole à l'âge de 21 ans, il trahit le roi et est déchu de tous ses titres et de ses biens.
L'émission brosse le portrait d'un homme complexe et terriblement ambitieux, mais également tacticien hors pair.

#### Première diffusion
- France : 28 février 2022 (France 3)
- France : 24 août 2023 (TV5 Monde)

#### Lieux de tournage
Parmi les lieux visités par l'émission, on retrouve notamment :
- Le château de Chantilly
- la chapelle des Cœurs du domaine de Chantilly[16]

#### Liste des principaux intervenants
- Mathieu Deldicque - conservateur du patrimoine (musée Condé – Château de Chantilly)
- Nicole Garnier - conservatrice générale du patrimoine (musée Condé – Château de Chantilly)
- Jean-Christian Petitfils - historien
- Thomas Bauduin - guide du palais Jacques-Cœur
- Stanis Perez - historien de la médecine
- Xavier Le Person - historien
- Patrice Petit - historien
- Dominique Prévôt - chargé d’études documentaires (musée de l’Armée, Paris)
- Sylvie Le Ray Burimi - conservatrice en chef du patrimoine (musée de l’Armée, Paris)
- Yann Sordet - directeur des bibliothèques (bibliothèque Mazarine)
- Pascal Monnet - administrateur du château de Vincennes
- Pierre Dion - conservatrice générale de la bibliothèque (et des archives) de Chantilly
- Patrice Vansteenberghe - propriétaire du château de Vallery
- Sophie Bienaimé - directrice équestre et artistique (musée du Cheval – Chantilly)[16]

### Mata Hari, l'espionne mise à nu

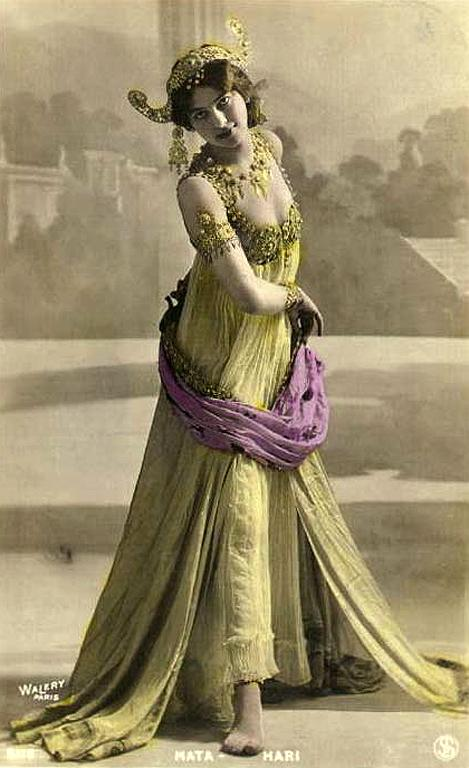
Mata Hari en danseuse javanaise en 1906.

#### Description
Ce numéro revient sur le destin de Margaretha Geertruida Zelle, connue sous le nom de « Mata Hari », célèbre danseuse et courtisane néerlandaise, fusillée pour espionnage pendant la Première Guerre mondiale.
L'émission revient sur son enfance aux Pays-Bas où elle naît sous le nom de Margaretha au sein d’une famille aisée, puis sur son séjour en Indonésie et sur l’île de Java. Elle fait également découvrir les différents palaces de Paris où elle devient une égérie de la Belle Époque, avant de quitter le feu des projecteurs et de devenir un agent double lorsqu'éclate la Première guerre mondiale,.

#### Première diffusion
- France : 18 avril 2022

#### Lieux de tournage
Parmi les lieux visités par l'émission, on retrouve notamment :
- Le théâtre des Folies Bergère, le Grand Hôtel, la Prison Saint-Lazare et le musée national des Arts asiatiques - Guimet à Paris
- Le Fries Museum à Leeuwarden
- L'American Hotel à Amsterdam

#### Liste des principaux intervenants
- Philippe Collas - écrivain
- Virginie Girod - historienne
- Catherine Rihoit - écrivaine
- Marre Faber-Sloots - conservatrice du Fries Museum, Leeuwarden
- Jan Brugman - collectionneur
- Jessica Voeten - biographe
- Frédéric Jérôme - directeur des Folies Bergère
- Angela Dekker - biographe
- Joëlle Chevé - historienne
- Rémi Kauffer - écrivain et journaliste
- Sophie Makariou - présidente du musée national des Arts asiatiques – Guimet
- Flora Triebel  - conservatrice – Collection de photographies du XIXe siècle – Bibliothèque nationale de France
- Jacques Baud - ancien membre des Services de renseignement suisses
- Cécile Bosquier-Britten - cheffe de la division Guerre et Armée de terre – Service historique de la Défense
- Franck Viltart - chef du service « Mémoire » – Conseil départemental de l'Aisne
- Général Jacques Aubert - Association des réservistes du chiffre et de la sécurité de l’information[20]

### Jeanne de Belleville, pirate par amour

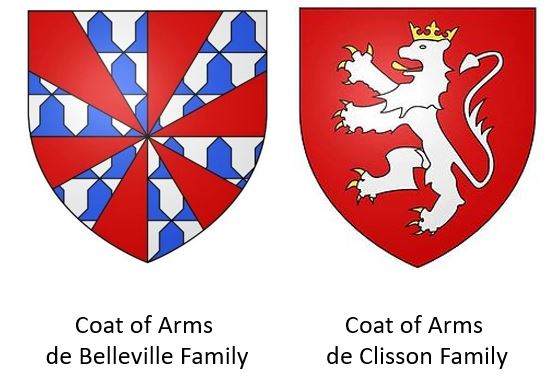
Armoiries de Jeanne de Belleville

#### Description
Ce numéro brosse le portrait de Jeanne de Belleville, surnommée « la Tigresse bretonne » et célèbre corsaire du XIVe siècle.
Voulant se venger du roi de France qui a fait décapiter son mari, cette fille du seigneur de Belleville sema la terreur sur les côtes vendéennes au XIVe siècle, attaquant les navires marchands du royaume et massacrant leurs équipages.
L'émission brosse le portrait d'une femme à la volonté de fer et combattante redoutable, capable de diriger des centaines d’hommes sur terre comme sur mer.
« L’idée du thème est venue du producteur de l’émission qui, à la suite de la lecture du roman d’Élie Durel, Jeanne de Belleville - Corsaire par amour ou La tigresse bretonne, sur cette femme devenue pirate par vengeance et par amour, a trouvé son destin très inspirant » explique la réalisatrice Juliette Guérin.

#### Première diffusion
- France : 25 avril 2022

#### Avis de la presse
L'hebdomadaire La Vie note : « Ce documentaire comprend trois parties, la première assez convenue sur l’histoire de Jeanne jusqu’à la mort de son premier mari, la seconde plus intéressante sur sa transformation en une authentique pirate. [..] La dernière, très instructive, présente ce qu’est ensuite devenu le monde de la piraterie, notamment avec la découverte de l’or en Amérique latine. L’ensemble offre un beau portrait d’une femme étonnante, amoureuse, courageuse, et battante ».

#### Lieux de tournage
Parmi les lieux visités par l'émission, on retrouvera notamment :
- La ville de La Rochelle
- le Château de Noirmoutier en Vendée[25]
- le Vieux Château de l'Ile d'Yeu [26]
- le Château de Goulaine[27]
- la Malouinière de la Ville Bague en Ille-et-Vilaine
- le Château de Clisson [28]
- et l'Hôtel d'Ourscamp à Paris[23],[29]

Lors du tournage à la Malouinière de la Ville Bague, la réalisatrice explique : 

« Notre visite dans la région malouine est un pas de côté avec nos tournages à La Rochelle, Rochefort et Hennebont, lieux où a vécu Jeanne de Belleville. Le détour par La Ville-Bague était une évidence pour se documenter sur l’histoire des armateurs, mais aussi des corsaires et des pirates. »

#### Liste des principaux intervenants
- Martin Aurell - médiéviste
- Éric Lopez - historien
- Philippe Hrodej, historien
- Frédéric Morvan, historien
- Elie Durel - romancier
- Gilles Foucqueron - historien de Saint-Malo
- Pierre Pretou - professeur d'université en histoire du Moyen Âge
- Laure Buisson - romancière
- Dominique Le Brun, écrivain
- Josselin de Rohan-Chabot, descendant de Jeanne de Belleville
- Astrid de Belleville - descendante de Jeanne de Belleville, historienne et biographe[30],[27].

### Marguerite d'Angoulême: la perle de FrançoisIer

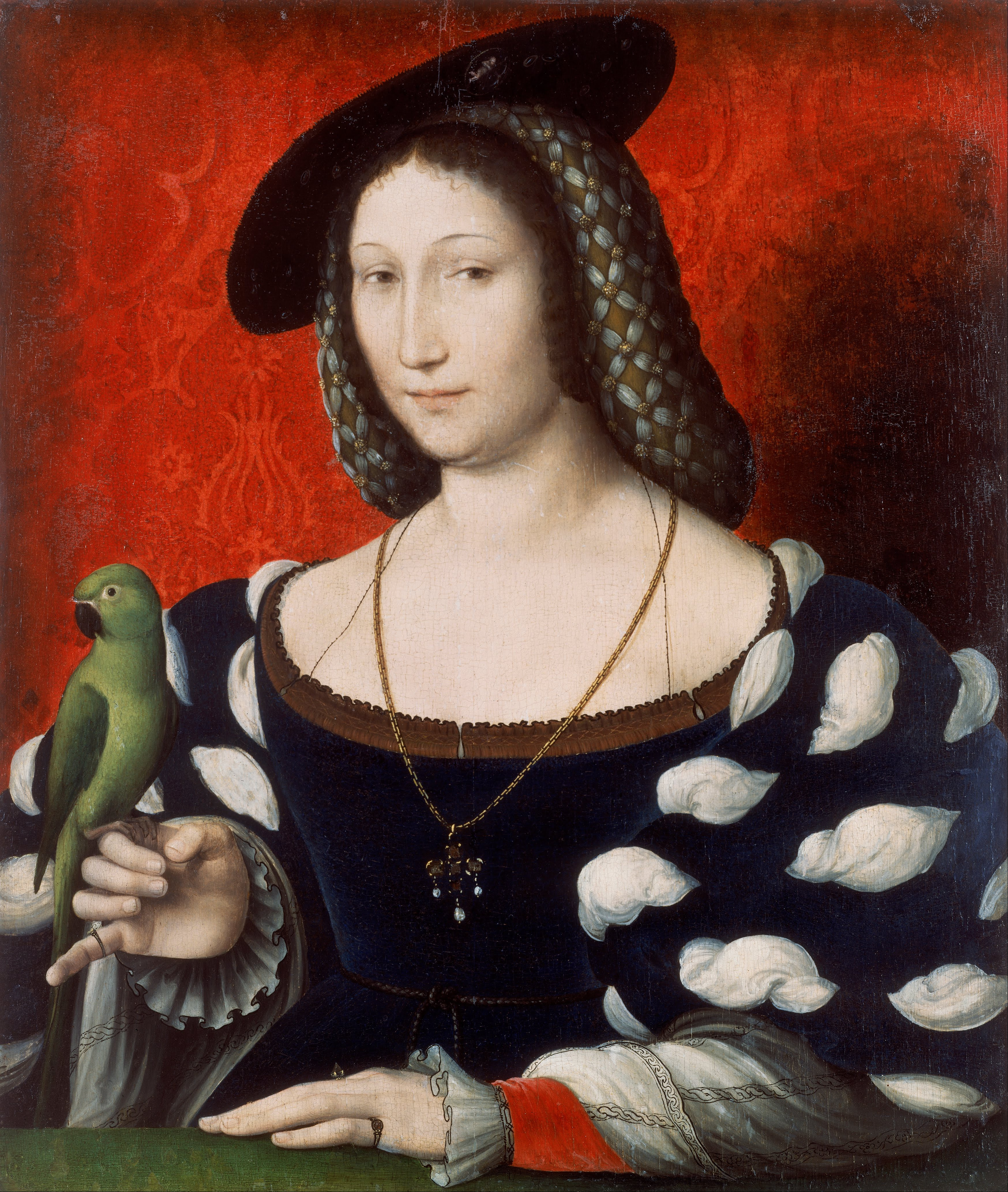
Portrait de Marguerite de Navarre par Jean Clouet.

#### Description
Cette émission brosse le portrait de Marguerite de Navarre, appelée aussi Marguerite de Valois-Angoulême, sœur du roi François Ier et reine de Navarre
Femme d'influence, elle œuvra pour promouvoir le français comme langue officielle du pays et négocia la libération de son frère lorsque celui-ci fut de l'empereur du Saint-Empire Charles Quint.
L'émission brosse le portrait d'une femme de caractère qui dénonce les dérives de l'Église et prend des positions fortes pour défendre la condition des femmes de son temps.

#### Première diffusion
- France : 16 mai 2022

#### Lieux de tournage
Parmi les lieux visités par l'émission, on retrouvera notamment :
- Le Château des ducs d'Alençon
- La Basilique Notre-Dame d'Alençon
- Le Château de Nérac[33].
- Le temple protestant de l'Oratoire du Louvre.
- Le château de Pau[34]

#### Liste des principaux intervenants
- Virginie Girod - historienne
- María Jesús Fuente Perez - historienne
- Nathalie Szczech - historienne
- Claudie Martin-Ulrich - historienne
- Didier Le Fur - historien
- Pascal Brioist - historien
- Pierre-Olivier Léchot - historien et théologien
- Sylvie Le Clech - conservatrice générale du patrimoine
- Patricia Eichel-Lojkine - auteur
- Isabelle Garnier-Mathez - auteur
- Marie-Claire Thomine - auteur
- Marc Metay - directeur Château Royal d’Amboise
- François Saint Bris - directeur du Clos Lucé
- Olivier Bosc - directeur Bibliothèque de l’Arsenal
- Florent Gaillard - directeur Archives Municipales de la Ville d’Angoulême
- Jean-David Desforges - archéologue
- Abbé Thierry Henault-Morel - Recteur Sanctuaire d’Alençon
- Oriane Beaufils - conservatrice Château de Fontainebleau[32]

### AlbertIerde Monaco, le prince des océans

#### Description

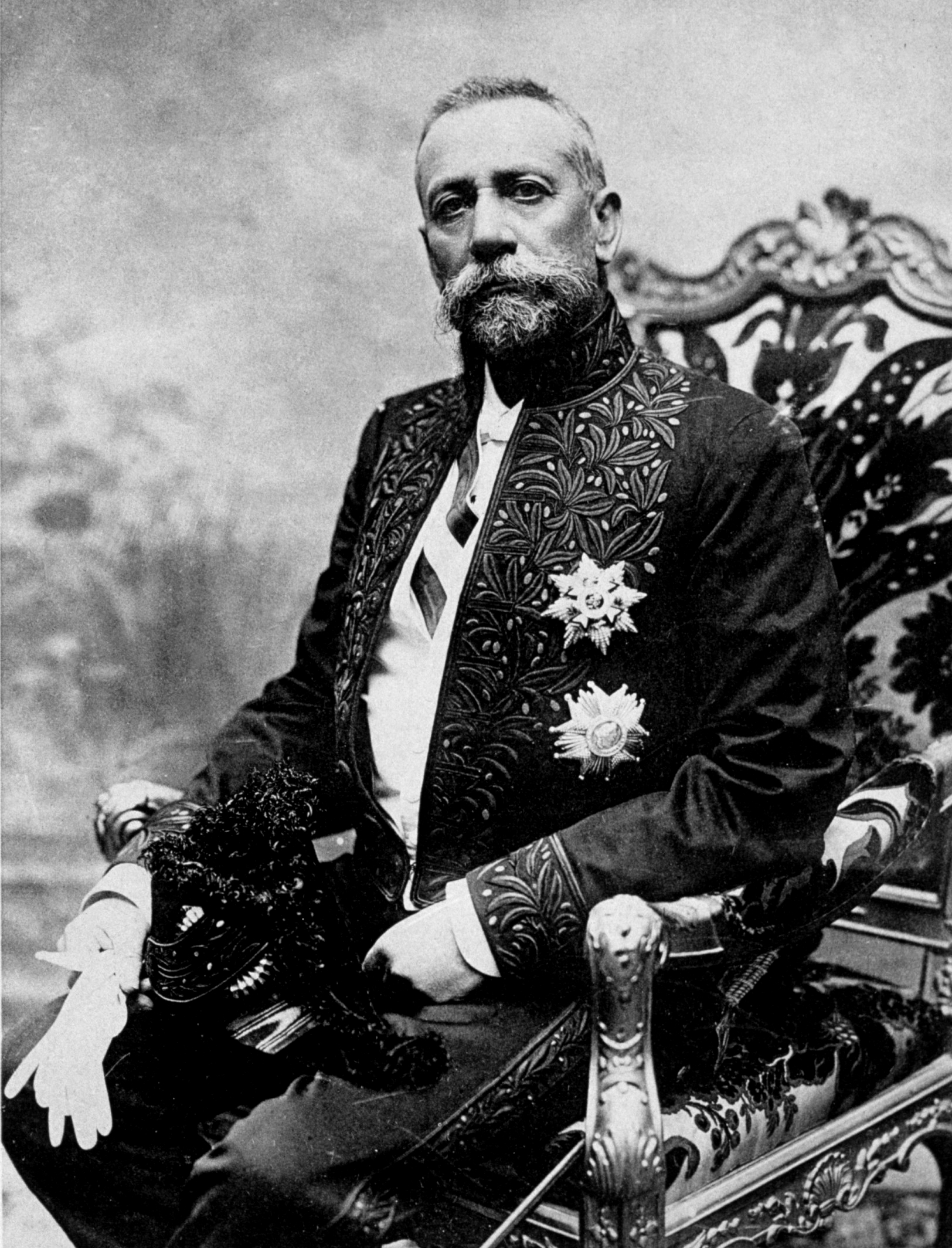
Le prince Albert Ier de Monaco vers 1910.

À l'occasion du centenaire de sa mort, ce numéro retrace le destin du prince Albert Ier de Monaco.
L'émission brosse d'un homme pacifiste qui n’hésite pas à intervenir personnellement auprès de l’empereur Guillaume II afin de tenter d'éviter la Première Guerre mondiale. Souverain moderne et visionnaire, il est également l’un des tout premiers à alerter sur la nécessité de préserver l’environnement et en particulier les océans.

Interviewé par la chaîne Monaco Info lors du tournage de l'émission, Stéphane Bern déclare  : 

« C’est une émission qui n’est pas vraiment chronologique. Le tout c’est de cerner le personnage au travers des témoignages des intervenants. […] En l’occurrence, le prince Albert est un personnage plus complexe qu’on ne le croit. Ce sera donc intéressant de rentrer dans les méandres de sa psychologie et de son intimité. »

#### Première diffusion
- France : 13 juin 2022

#### Lieux de tournage
Parmi les lieux visités par l'émission, on retrouvera notamment :
- Le Palais princier de Monaco
- l'Opéra de Monte-Carlo
- le château de Marchais en Picardie
- le Musée océanographique de Monaco[37],[38].

#### Liste des principaux intervenants
- Albert II de Monaco - prince de Monaco
- Jacqueline Carpine-Lancre - historienne
- Stéphane Lamotte - historien
- Yvan Gastaut - historien
- Thomas Fouilleron - directeur des Archives et de la Bibliothèque du Palais de Monaco
- Robert Calcagno - directeur général de l’Institut océanographique
- Alain Quella-Villéger - historien[35],[38]

### Diana, cette illustre inconnue

#### Description

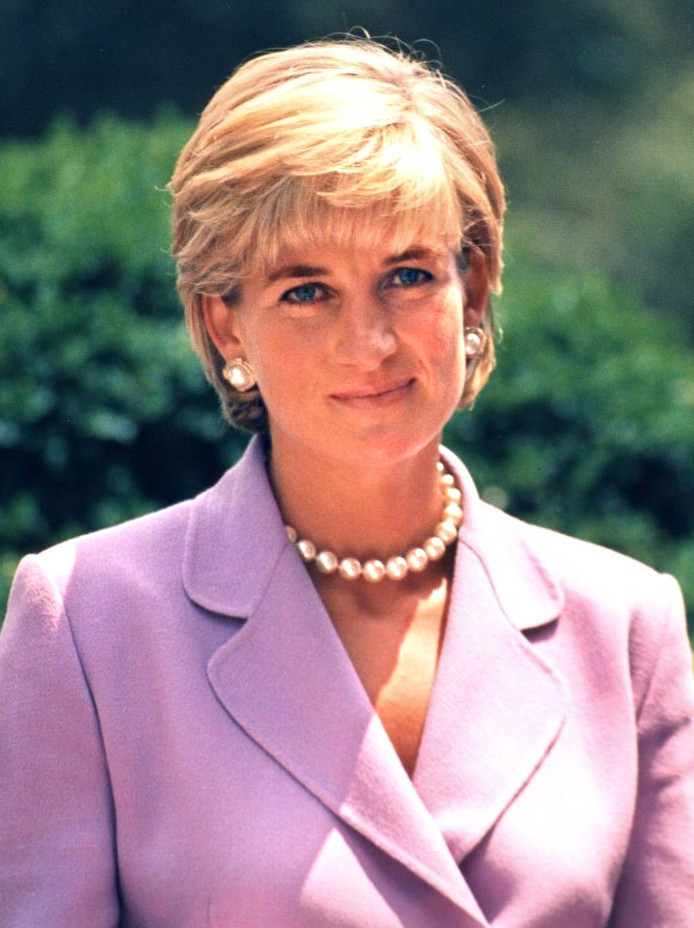
Diana Spencer en 1997.

Quasiment 25 ans jour pour jour après sa mort tragique dans un accident de voiture à Paris, ce numéro retrace le destin de Diana Spencer, première épouse du prince Charles de Galles et figure mondiale de la cause humanitaire.
Ce numéro revient notamment sur les raisons qui ont conduit Diana Spencer à accepter d’épouser le prince Charles, héritier du trône, et sur la manière dont son entrée dans la famille royale britannique a transformé sa vie et son image.

#### Première diffusion
- France : 29 août 2022

#### Liste des principaux intervenants
- Philip Thurle - journaliste
- Anne-Elizabeth Moutet - journaliste
- Paul Burrell - écrivain et majordome de Diana
- Richard Kay - correspondant au Daily Mail et ami personnel de Diana
- Andrew Morton - écrivain et ami personnel de Diana
- Marc Roche - correspondant du magazine Le Point à Londres
- Ingrid Seward - écrivaine
- Dickie Arbiter - ancien porte-parole de la reine Elizabeth II
- Jayne Fincher - photographe spécialisée de la famille royale
- Jacques Azagury - créateur de mode, ami personnel de Diana
- Patrick Bard - photographe
- Frédéric Maillet - urgentiste
- Père Yves-Marie Clochard-Bossuet - prêtre[39]

### Élisabeth II, notre Reine...

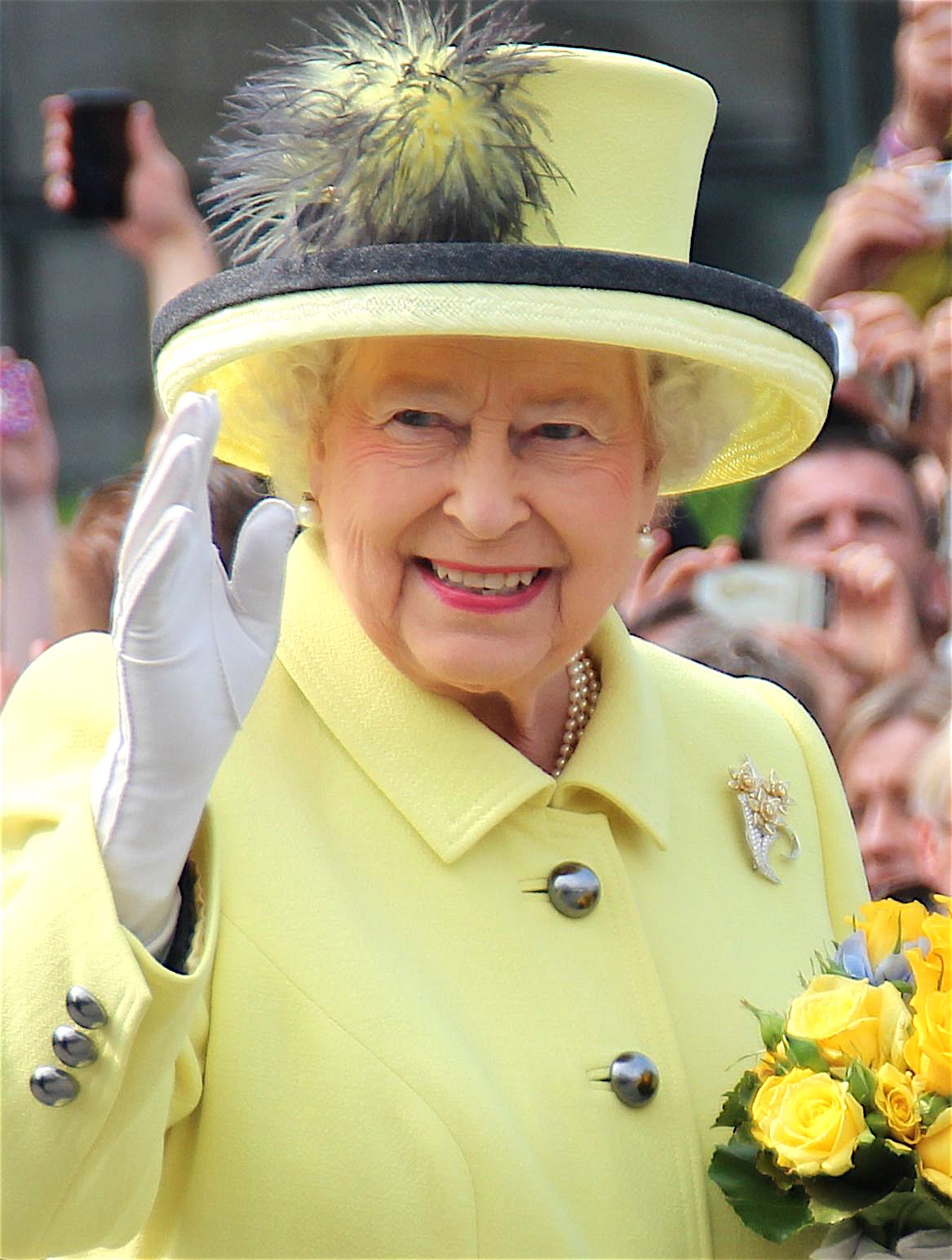
La reine Élisabeth II en 2015.

#### Description
Numéro spécial en raison de sa disparition, l'année de son jubilé de platine, les 70 ans de son règne, ce numéro revient sur le portrait de la reine du Royaume-Uni de Grande-Bretagne et d'Irlande du Nord ainsi que de plusieurs pays du Commonwealth Élisabeth II.
Il s'agit en partie d'une rediffusion de l'émission du 29 mai 2012 déjà consacrée à la souveraine, à l'occasion de son jubilé de diamant, qui a été remanié avec plus de détails et nouvelles découvertes, prenant en compte notamment les éléments de sa vie de 2012 à 2022 à l'occasion de sa disparition. L’émission revient sur les événements majeurs de son règne et tente de décrypter sa personnalité grâce à de nombreux témoignages et à des archives royales, ainsi que différents témoignages de membres de la famille royale et de chefs d’état qui l’ont côtoyés.
Le reportage propose enfin une visite des châteaux de Windsor et de Buckingham Palace, ainsi qu’une découverte du protocole officiel de la famille royale britannique[réf. nécessaire].

#### Première diffusion
- France : 8 septembre 2022

#### Lieux de tournage
Parmi les lieux visités par l'émission, on retrouve notamment le Château de Windsor et le Palais de Buckingham,.

#### Liste des principaux intervenants
- Charles de Galles - fils aîné de la reine Élisabeth II
- Marc Roche - écrivain et correspondant du Monde à Londres
- Franck Ferrand – historien
- Valéry Giscard d'Estaing - ancien président de la République
- Bill Clinton - ancien président des USA
- John Major - ancien Premier ministre britannique
- Margaret Thatcher - ancien Premier ministre britannique
- Jack Lang – ancien ministre de la Culture
- Isabelle Rivere - écrivain et journaliste
- Hugo Vickers - biographe de la famille royale
- Charles Hargrove - ancien correspondant du Times
- Bernard Emie - ambassadeur de France au Royaume-Uni
- Tim Walker - chroniqueur au Daily Telegraph[43]

### Rosa Bonheur, la fée des animaux

#### Description

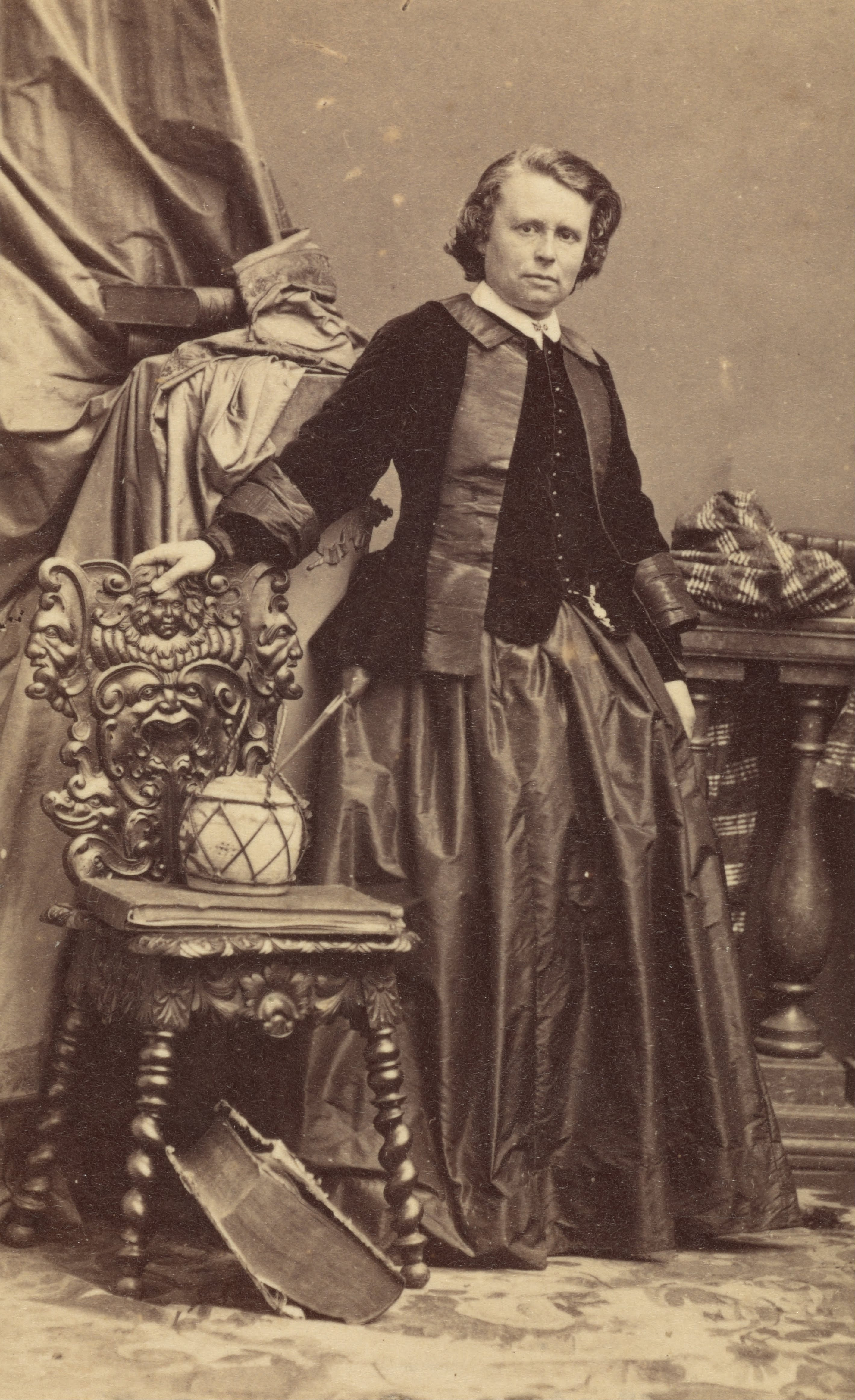
Rosa Bonheur photographiée par Eugène Disdéri en 1865.

À l’occasion du bicentenaire de sa naissance, ce numéro brosse le portrait de la peintre et sculptrice française Rosa Bonheur, spécialisée dans la représentation des animaux,.
L'émission revient notamment sur son amitié avec Buffalo Bill, sur son refus de se marier ou encore sur les femmes qui l'ont entouré comme Nathalie Micas, avec laquelle elle va passer 40 ans de sa vie, ou encore Anna Klumpke, une peintre américaine dont elle fera sa légataire universelle,.
Le reportage présente Rosa Bonheur comme une icône de l’émancipation des femmes, s'habillant avec des pantalons (un vêtement pourtant réservé aux hommes), et comme une femme indépendante, déterminée à vivre de son art en ne dépendant de personne,.

#### Première diffusion
- France : 24 octobre 2022

#### Lieux de tournage
Parmi les lieux visités par l'émission, on retrouve notamment : 
- le Musée de l'atelier Rosa-Bonheur situé dans le château de By en Seine-et-Marne[46],[45].
- le Musée des Beaux-Arts de Bordeaux
- le Musée de la Légion d'honneur
- le Musée d’Orsay, où une exposition spéciale lui est consacrée pour le bicentenaire de sa naissance[49]

#### Liste des principaux intervenants
- Patricia Bouchenot-Déchin – Historienne et biographe
- Katherine Brault – Propriétaire du château de Rosa Bonheur
- Tom Dutheil – Conservateur adjoint au musée de la Légion d’honneur
- Natacha Henry – Biographe
- Lou Brault – Directrice artistique du château de Rosa Bonheur
- Yannick Ripa – Historienne
- Marie Borin – Biographe
- Sophie Barthélémy – Directrice du musée des Beaux-Arts de Bordeaux
- Emmanuelle Héran – Conservatrice en chef au musée du Louvre
- Chantal Prévot – Historienne
- Damien Colcombet - Sculpteur animalier
- Leïla Jarbouai - Conservatrice en chef au musée d’Orsay
- Léa Rebsamen – Vétérinaire
- Florence Porcheron – Documentaliste au château de Fontainebleau
- Marie-Jo Bonnet – Historienne
- Michel Pons – Chargé de l’inventaire au château de Rosa Bonheur[46]

### Ragnar, le Viking qui a terrorisé Paris

#### Description

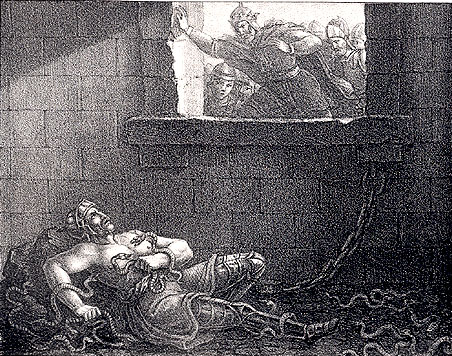
Ragnar jeté par les Anglo-Saxons dans la fosse aux serpents (représentation du XIXème siècle).

Ce numéro spécial est consacré à Ragnar Lodbrok, roi semi-légendaire de Suède et du Danemark, et plus globalement aux Vikings, un peuple d'explorateurs, commerçants mais aussi de pirates scandinaves, ainsi que sur la manière dont ils ont marqué l'histoire de la Normandie,.
L'émission s'attache à décrypter les us et coutumes de ce peuple de guerriers venus de Scandinavie, leur société et leurs croyances, en tentant d'aller au delà de leur réputation de barbares sanguinaires,.
Le reportage s'attarde ensuite sur Ragnar Lodbrok, un roi semi-légendaire dont le mythe a été enrichi au fil des siècles. Ce numéro le présente comme un homme audacieux et cruel, mais également rusé et séducteur, dont les exploits et les conquêtes semblent plus tenir de la légende que de la réalité,.

#### Première diffusion
- France : 31 octobre 2022

#### Lieux de tournage
Parmi les lieux visités par l'émission, on retrouvera notamment :
- la vallée de Nærøyfjord en Norvège
- le parc archéologique d'Ornavik dans le Calvados[50].

#### Liste des principaux intervenants
- Laurent Peyronnet : écrivain
- Philippe Séguy : écrivain
- Stéphane William Gondoin : écrivain
- Soline Anthore Baptiste : historienne
- Jean Renaud : professeur émérite de littérature et civilisation nordique
- Nicolas Baptiste : historien
- Georg « Olaf Reydarsson » Hansen : chef du village viking
- Lucie Malbos : historienne
- Laurent Mazet  : archéologue
- Kristina Ekero Eriksson : archéologue
- Pierre Bauduin : historien médiéviste
- Martin Rodevad Dael : charpentier de marine
- Morten Ravn : archéologue
- Anders Jarle Johansen : forgeron village viking de Gudvangen
- Jeanette Varberg : conservatrice du Musée national du Danemark
- Marie Candito-Stalheim : guide du village viking de Gudvangen[51]
- Christian Sébire - créateur du parc d'Ornavik

## Diffusion
L'émission est diffusée le lundi en prime-time sur France 3, à partir du 10 janvier 2022. Chaque numéro dure entre 1 heure 30 et 2 heures.

## Audiences
| Type        | Diffusion        | Titres                                            | Description                                                                              | Nombre de téléspectateurs | Part d'audience |
| ----------- | ---------------- | ------------------------------------------------- | ---------------------------------------------------------------------------------------- | ------------------------- | --------------- |
| Inédit      | 10 janvier 2022  | Molière et ses mystères                           | Portrait de Molière                                                                      | 1 789 000                 | 8,8 %           |
| Inédit      | 17 janvier 2022  | L'incroyable épopée de Richard Coeur de Lion      | Portrait de Richard Cœur de Lion                                                         | 2 172 000                 | 10,6 %          |
| Inédit      | 24 janvier 2022  | Marie de Roumanie, l'étonnante reine des Carpates | Portrait de Marie de Roumanie                                                            | 1 922 000                 | 9,1 %           |
| Inédit      | 28 février 2022  | Le grand Condé : Le rival de Louis XIV            | Portrait de Louis II de Bourbon-Condé                                                    | 1 889 000                 | 9,4%            |
| Rediffusion | 21 mars 2022     | Vauban, le roi et les forteresses                 | Portrait de Sébastien Le Prestre de Vauban.                                              | 1 628 000                 | 8,1%            |
| Inédit      | 18 avril 2022    | Mata Hari, l'espionne mise à nu                   | Portrait de Mata Hari                                                                    | 1 225 000                 | 6%              |
| Inédit      | 25 avril 2022    | Jeanne de Belleville, pirate par amour            | Portrait de Jeanne de Belleville                                                         | 1 545 000                 | 7,4%            |
| Inédit      | 16 mai 2022      | Marguerite d'Angoulême : la perle de François Ier | Portrait de Marguerite de Navarre                                                        | 1 698 000                 | 8,4%            |
| Rediffusion | 23 mai 2022      | George Sand, libre et passionnée                  | Portrait de George Sand                                                                  | 1 031 000                 | 5,9%            |
| Inédit      | 13 juin 2022     | Albert Ier de Monaco, le prince des océans        | Portrait d'Albert Ier et d'Alice de Monaco                                               | 1 433 000                 | 6,8%            |
| Inédit      | 29 août 2022     | Diana, cette illustre inconnue                    | Portrait de Diana Spencer                                                                | 1 545 000                 | 7,4%            |
| Rediffusion | 8 septembre 2022 | Élisabeth II, notre Reine…                        | Portrait de la reine Élisabeth II, épisode rediffusé et remanié à l'occasion de sa mort. | 3 385 000                 | 16,8%           |
| Inédit      | 24 octobre 2022  | Rosa Bonheur, la fée des animaux                  | Portrait de Rosa Bonheur                                                                 | 1 474 000                 | 7%              |
| Inédit      | 31 octobre 2022  | Ragnar, le Viking qui a terrorisé Paris           | Portrait de Ragnar Lodbrok                                                               | 1 649 000                 | 8,7%            |